# KING (アイドルグループ)
KING（キング）は、2003年から2004年まで活動した女性アイドルグループ。クィーンズアベニューアルファ所属。

## メンバー
AYAKA
原口彩歌（旧 脇口彩歌）。1988年2月9日生まれ。リーダー。
MARIYA
伊澤麻璃也。1988年3月2日生まれ。
AYANO
郡司あやの。1988年5月24日生まれ。
SAYA
山丸佐夜。1988年7月23日生まれ。

### 旧メンバー
MARI II
伊藤麻里也（現 麻里也）。1987年6月28日生まれ。

## 歴史
2000年10月頃、AYAKA（脇口彩歌）、MARIYA、AYANO、MARI IIの4人で「ちっちゃいZ」を結成。
2000年12月31日、MARI IIが脱退。脇口が原口に改名。SAYAが加入。「COSMIC ANGELS」に改名。
2002年5月ごろ「KING」となり、ヒップホップ系に路線変更。「ポンキッキーズ21」にレギュラー出演し、子供たちの素朴な疑問に彼女たちがラップとダンスで答える「おしえてKING」のコーナーを担当。デビュー前に行われたストリートパフォーマンスでは500人を動員した。メンバーたちは小学生の頃からダンスや歌に目覚め、中学生になるとDJに興味を持ち始め、日本のHIP HOP界の重鎮DJ YUTAKAに師事するようになったという。
2003年1月1日にCDデビュー。デビュー曲「WE ARE THE KING！」は日米で活躍するDJ YUTAKA、Tresによるサウンド・プロデュースで彼女たちのキュートが魅力が全開の元気なナンバーとなっている。歌とダンスはもちろん、ラップあり、ヴォイス・パーカッションあり、DJありと当時のアイドルと比べて異色の存在であった。
2004年8月4日発売のアルバムを最後に活動を停止。

## エピソード
- 女子中学生4人組という点やストリートファションなど90年代後半に一世を風靡したSPEEDの影響を多く受けていた。
- 1996年1月28日放送の『ダウンタウンのガキの使いやあらへんで!』内の汚名返上企画 ヘタレ山崎 決死のバトル大作戦！！の企画にAYAKA（原口彩歌）の母親が出演したことがある。

## ディスコグラフィ

### シングル
1. 「WE ARE THE KING」[1] 2003年1月1日　オリコン49位
  1. WE ARE THE KING![4:20]
  2. 作詞：Tres・KING／作曲・編曲：Tres
ピザーラ「ピザーラキング」CMソング
CX「超V.I.P.」エンディングテーマ
  3. DMD[3:59]
作詞：堂安ゆうすけ／作曲：M Rie／編曲：小松清人
  4. WE ARE THE KING! (Instrumental)[4:20]
  5. DMD (Instrumental)[3:56]
2. 「READY FOR THE TIME」 2003年4月16日 オリコン170位
  1. READY FOR THE TIME[4:21]
作詞：TYRANT・KING／作曲・編曲：Silas Lee
テレビ東京系アニメ「冒険遊記プラスターワールド」OP
  2. REVOLUTION[3:31]
作詞：堂安ゆうすけ／作曲：渡辺未来／編曲：棚橋UNA信仁
  3. READY FOR THE TIME (PLUST ON MIX)[4:22]
  4. READY FOR THE TIME (INSTRUMENTAL)[4:21]
  5. REVOLUTION (INSTRUMENTAL)[3:28]
3. 「Beautiful Dayz」 2003年7月16日
  1. Beautiful Dayz[4:44]
作詞：Bro.Hi・Shinnosuke・KING／作曲：Shinnosuke・Bro.Hi／編曲：Shinnosuke
  2. ビバレゲ![3:49]
作詞・作曲・編曲：Silas Lee
  3. READY FOR THE TIME [HEAVENS WiRE vs. TRI-HEDGE RMX][5:59]
編曲：松本祥平
  4. Beautiful Dayz -instrumental-[4:43]
4. 「STARS -you don't have to worry about tomorrow-」 2003年12月3日 オリコン120位
  1. STARS -you don't have to worry about tomorrow-[4:59]
作詞：KING／作曲・編曲：MIKI WATANABE
フジテレビ系アニメ「金色のガッシュベル!!」ED
  2. DMD (reinterpretation: HEAVENS WiRE RMX)[3:51]
  3. DMD (reinterpretation: FAT BOY & LITTLEPINE RMX)[5:00]
  4. STARS -you don't have to worry about tomorrow- (instrumental)[4:55]

### アルバム
1. 『DEAR MY FRIENDS』 2004年8月4日
  1. DEAR MY FRIENDS [Introduction][0:32]
  2. WE ARE THE KING![4:18]
  3. READY FOR THE TIME[4:20]
  4. Revolution[3:29]
  5. Beautiful Dayz[4:43]
  6. ビバレゲ![3:47]
  7. STARS -you don't have to worry about tomorrow-[4:57]
  8. DMD (reinterpretation: FAT BOY & LITTLEPINE RMX)[4:58]
  9. DEAR MY FRIENDS[5:49]
  10. ロックン・オムレツ[2:30]

### DVD
1. 『WE ARE THE KING』 2003年1月1日
2. 『READY FOR THE TIME』 2003年4月16日
3. 『おしえてKING』[2] 2003年3月19日
4. 『Beautiful Dayz』 2003年7月16日

## 出演

### テレビ
- 『ポンキッキーズ21』（フジテレビ系）コーナーレギュラー
- 『HEY!HEY!HEY! MUSIC CHAMP』[3]（フジテレビ系）2003/05/12

### CM
- エースコック / スーパーカップ
- ピザーラ